# Liste der Baudenkmale in Celle-Straßen L - Z
In der Liste der Baudenkmale in Celle sind denkmalgeschützten Bauten der niedersächsischen Stadt Celle in den Straßen L – Z aufgelistet. Die Quelle der Einträge ist der Denkmalatlas Niedersachsen mit tw. Kürzungen. Der Stand der Liste ist der 4. Mai 2024.
Weitere Denkmalobjekte in Celle sind:
- Liste der Baudenkmale in Celle-Historische Altstadt Straßen A - K
- Liste der Baudenkmale in Celle-Historische Altstadt Straßen L - P
- Liste der Baudenkmale in Celle-Historische Altstadt Straßen Q - Z
- Liste der Baudenkmale in Celle-Altstadt und Blumlage
- Liste der Baudenkmale in Celle-Straßen A – K
- Liste der Baudenkmale in Celle-Straßen L – Z
- Liste der Baudenkmale in Celle-Außenbereiche

## Allgemein
In den Spalten befinden sich folgende Informationen:
- Lage: die Adresse des Baudenkmales und die geographischen Koordinaten. Kartenansicht, um Koordinaten zu setzen. In der Kartenansicht sind Baudenkmale ohne Koordinaten mit einem roten Marker dargestellt und können in der Karte gesetzt werden. Baudenkmale ohne Bild sind mit einem blauen Marker gekennzeichnet, Baudenkmale mit Bild mit einem grünen Marker.
- Bezeichnung: Bezeichnung des Baudenkmales
- Beschreibung: die Beschreibung des Baudenkmales. Unter § 3 Abs. 2 NDSchG werden Einzeldenkmale und unter § 3 Abs. 3 NDSchG Gruppen baulicher Anlagen und deren Bestandteile ausgewiesen.
- ID: die Objekt-ID des Baudenkmales
- Bild: ein Bild des Baudenkmales, ggf. zusätzlich mit einem Link zu weiteren Fotos des Baudenkmals im Medienarchiv Wikimedia Commons. Wenn man auf das Kamerasymbol klickt, können Fotos zu Baudenkmalen aus dieser Liste hochgeladen werden:

## Celle Straßen L – Z
zur Seite Straßen A – K

## L
| Lage                                             | Bezeichnung | Beschreibung | ID       | Bild           |
| ------------------------------------------------ | ----------- | --- | -------- | -------------- |
| Lenthestraße 7 52° 37′ 24″ N, 10° 4′ 32″ O       | Wohnhaus    | Freistehender zweigeschossiger Massivbau, unter bewegten Dächern in Ziegeldeckung. Grundriss und Fassaden betont asymmetrisch. Hoher Backsteinsockel, polygonaler Eckturm unter hohem Dach an Nordwestecke, in oberen Bereichen Zierfachwerk. Tür an Nordseite mit Eingangsvorbau. Erbaut 1905 (i) durch das Baugeschäft Wolter und Bleckmann. | 37352928 | Weitere Bilder |
| Lenthestraße 8 52° 37′ 23″ N, 10° 4′ 33″ O       | Wohnhaus    | Freistehender, traufständiger eingeschossiger Massivbau mit Attikageschoss und vorder- und rückseitigem zweigeschossigen Mittelrisalit mit reliefiertem Dreiecksgiebelabschluss. Unter ziegelgedeckten Satteldächern. Wandflächen backsteinsichtig mit Zierelementen aus Putz und Stuck, dabei Sockel in Rustikaquadrierung, zudem Quadrierung der Gebäudeecken. Straßenseitig der Eingang in mittig gelegenen Rundbogenportal mit seitlichen Pilastern, darauf gebälkartiger Abschluss. Gebäuderückseite mit Repräsentativcharakter. Erbaut 1898 (a) durch die Baufirma Wolter und Bleckmann. | 37352967 |                |
| Lüneburger Straße 10 52° 37′ 44″ N, 10° 4′ 58″ O | Gartenhaus  | Traufständiger zweigeschossiger Fachwerkbau unter ziegelgedecktem Schopfwalmdach. Seitlich zwei eingeschossige Anbauten. Mit einheitlich symmetrischen Fassaden, Traufseiten horizontal, Giebel vertikal verbrettert, repräsentatives Portal an der Straßenseite. Gartenseitig ein dreiachsiges Zwerchhaus, darunter aufwändig gestalteter Balkon und Eingangsbereich der Südostseite. Erbaut 1768 (i) durch Landrätin von Lenthe. | 34379816 |                |
| Lüneburger Straße 11 52° 37′ 44″ N, 10° 4′ 57″ O | Wohnhaus    | Giebelständiger, freistehender zweigeschossiger Massivbau unter ziegelgedecktem Satteldach. Fassadenschmuck in Zementputz. An Südecke polygonales Türmchen über kegelförmiger Konsole und mit schiefergedecktem Glockendach. Dieses in Zierfachwerk wie auch straßenseitiges Giebeldreieck. Hauseingang in Südwestfassade. Erbaut 1905 (a) durch Architekten und Zimmermeister Pfeiffer für Tischlermeister Stark. | 34379857 |                |
| Lüneburger Straße 12 52° 37′ 45″ N, 10° 4′ 59″ O | Wohnhaus    | Giebelständiger eingeschossiger Fachwerkbau mit Backsteinausfachung, unter Satteldach in Ziegeldeckung. Zur Hofseite mit Kübbung. Erschließung von der Hofseite. Unregelmäßiges Wandgefüge, Giebeldreiecke verbrettert. Errichtet wohl um 1800. Im Südosten schmalerer Fachwerkanbau unter eigenem Satteldach. | 34379888 |                |
| Lüneburger Straße 13 52° 37′ 45″ N, 10° 4′ 58″ O | Wohnhaus    | Traufständiger eingeschossiger Fachwerkbau mit Backsteinausfachung, unter ziegelgedecktem Satteldach. Eingang außermittig in südöstlicher Straßenfassade, darüber Zwerchhaus mit seitlicher Bleiplattenverkleidung, rückwärtig ebenfalls Zwerchhaus. Erbaut im 19. Jh. | 34357412 |                |
| Lüneburger Straße 15 52° 37′ 45″ N, 10° 4′ 58″ O | Wohnhaus    | Traufständiger zweigeschossiger Fachwerkbau unter ziegelgedecktem Satteldach. Mit unregelmäßigem Wandgerüst, Südwestgiebel vertikal verbrettert. Erbaut wohl in erster Hälfte 19. Jh, rückwärtiger Anbau von 1935. | 34357437 |                |
| Lüneburger Straße 17 52° 37′ 46″ N, 10° 4′ 59″ O | Wohnhaus    | Traufständiger zweigeschossiger Fachwerkbau mit Backsteinausfachung, unter Satteldach in Pfannendeckung. OG leicht vorkragend, unregelmäßiges Wandgerüst, Füllhölzer der Vorkragung mit Zahnschnittfries, straßenseitig kleines Zwerchhaus. Errichtet wohl im 17. Jh., Umbau zum Ladengeschäft 1925, Anbau entlang der Harzer Straße von 1926/27. | 34357462 |                |
| Lüneburger Straße 46 52° 37′ 50″ N, 10° 5′ 15″ O | Wohnhaus    | Zwei- bis zweieinhalbgeschossiges Mehrfamilienhaus mit drei Wohnungen, unter ziegelgedeckten Satteldächern. Massivbau mit Putzfassaden; Sockel aus sichtbarem Backsteinmauerwerk; Fachwerk-Aufsatz im Bereich des Kurzwalm-Giebels; dort zwischen den beiden Giebelfenstern barockisierende Zierkartusche mit plattdeutscher Inschrift „DE MUT ERST KOMEN UP DE WELT DE BAUT WAT ALLEN GEFÄLLT“. Fassaden verziert durch Jugendstilelemente als Fensterumrahmungen und umlaufendes Wellenband als Frieszone unter Drempelgeschoss. Zur Berggartenstraße Treppenhausrisalit mit Fachwerk-Eingangsvorbau. Erbaut 1906/07 nach Entwurf des Celler Architekten Otto Haesler. Gartenseitig Wintergarten-Anbau aus Backsteinmauerwerk mit leicht überdachtem Obergeschossaustritt von 1955. Großer Bestand an bauzeitlichen Fenstern erhalten; ebenso bauzeitliche Haustür. | 34379911 | BW             |
| Lüneburger Straße 48 52° 37′ 51″ N, 10° 5′ 16″ O | Wohnhaus    | Ein- bis zweigeschossiges Wohnhaus, unter ziegelgedecktem Krüppelwalmdach. Massivbau mit Putzfassaden; Fachwerk-Aufsatz im Bereich des Giebels und im Bereich des Drempelgeschosses; weite Dachüberstände mit Schwebegiebeln; nach Nordwesten abgewalmter Erdgeschosserker; an der Südwestfassade flach vortretender Treppenhausrisalit mit Hauseingang mit bauzeitlicher Haustür; Fassadengesimse aus Backsteinen, Fassadenöffnungen mit breiten Putzfaschen gerahmt; bauzeitliche Fenster größtenteils erhalten; nach Nordwesten teilweise mit bunter Zierverglasung. Erbaut 1904 (a). | 34379934 | BW             |
| Lüneburger Straße 65 52° 37′ 53″ N, 10° 5′ 17″ O | Wohnhaus    | Traufständiger freistehender dreigeschossiger Massivbau, unter Halbwalmdach in Pfannendeckung. Symmetrische Straßenfassade mit zwei Risaliten mit Zwerchhausabschluss und Eckquaderung; putzprofiliertes Geschossgesims, horizontale Putzbänder, Traufe mit Kranzgesims. Seitenfassaden mit Mittelrisaliten, rückwärtige Hoffassade mit Eckrisaliten. Erbaut 1895 (a) durch Architekten Biermann für Ziegeleibesitzer Lübbing. | 34379957 | BW             |

## M
| Lage                                           | Bezeichnung                      | Beschreibung | ID       | Bild           |
| ---------------------------------------------- | -------------------------------- | --- | -------- | -------------- |
| Magnusstraße 52° 37′ 9″ N, 10° 4′ 46″ O        | Magnusgraben                     | Beschreibung | 34377545 |                |
| Magnusstraße 52° 37′ 8″ N, 10° 4′ 49″ O        | Brücke                           | Massive Brücke mit Durchlass in Form eines segmentbogigen Tonnengewölbes. Stirnseiten in Sandstein mit hervorgehobenem Schlussstein. Massive geschlossene Sandsteinbrüstung. Inschriftliche Datierung „ANNO 1720“ am östlichen Schlussstein nachträglich und wohl irrtümlich. Vermutlich errichtet um 1850. 1984 verbreitert. | 34380096 |                |
| Magnusstraße 2a 52° 37′ 14″ N, 10° 4′ 43″ O    | Logenhaus                        | Aus mehreren Gebäudeteilen bestehender Bau, freistehend, unter Sattel- und Walmdächern in Pfannendeckung. Gebäudekern ist ein zweigeschossiger Fachwerkbau des 18. Jh; Anbauten stammen vor allem aus 19. Jh: Seit 1862 diente das Gebäude als „Logenhaus“ der Freimaurer in Celle. | 34380026 |                |
| Magnusstraße 4 52° 37′ 10″ N, 10° 4′ 44″ O     | Schule                           | Freistehender dreigeschossiger verputzter Massivbau über L-förmigem Grundriss mit zwei Risaliten an Ostseite. Unter ziegelgedeckten Walmdächern. Hoher Sockel aus Buckelquadern, schmucklose Fassaden. Innenausstattung gut überkommen. Erbaut 1912–14 als neues Schulgebäude der alten Celler Lateinschule von 1328 (seit 1928 Gymnasiums „Ernestinum“) durch Architekten Johannes Fleck. | 34380049 | Weitere Bilder |
| Magnusstraße 4 52° 37′ 11″ N, 10° 4′ 43″ O     | Einfriedung                      | Massive hohe Wandscheiben mit dachförmigem oberem Abschluss. Langen Mauern gegliedert durch leicht eingetiefte Segmentbogenfelder, Betonkonstruktion durch unterschiedliche Oberflächenstrukturen gestaltet. Erhalten sind Mauern im Süden und Norden des Schulensembles, erbaut 1912–14, wohl auch nach Entwurf des Architekten Johannes Fleck. Südliche Einfriedungsmauern nach Bauschäden im Jahr 2009 (bis auf einen kleinen Abschnitt) abgerissen und 2010 als Betonkonstruktion nach denkmalpflegerischen Maßgaben weitgehend formgetreu wiederaufgebaut. | 46854414 | BW             |
| Magnusstraße 4 52° 37′ 10″ N, 10° 4′ 45″ O     | Brücke                           | Betonkonstruktion über den Magnusgraben, dabei Betonbrüstungsgeländer mit Felderungen künstlerisch überformt durch steinmetzmäßige Oberflächenbearbeitungen, an Ostseite zusätzlich hervorgehoben durch skulpturale Eidechsengeschöpfe. Erbaut als Zugang zum Schulgelände 1914, zufluchtend auf Hauptportal. | 46854315 |                |
| Mühlenstraße 3 / 4 52° 37′ 24″ N, 10° 4′ 25″ O | Verwaltungsgebäude               | Zweiflügeliger Massivbau unter Walmdach in Ziegeldeckung; Putzfassaden mit Sandsteingliederungen. Im Winkel zur Mühlenstraße Haupteingang mit vorgelagertem Rundbau auf viertelkreisförmigem Grundriss, von Sandsteinsäulen getragen; darüber liegt Balkon mit Balustrade. Erbaut 1938–40 (a) nach Plänen des Staatshochbauamtes unter Johannes Fleck. | 43765649 |                |
| Mühlenstraße 8 52° 37′ 26″ N, 10° 4′ 27″ O     | Schulgebäude (heute Amtsgericht) | Traufständiger zweigeschossiger Backsteinbau unter Satteldach in Ziegeldeckung. Mit Rundbogenfenstern und straßenseitigem Mittelrisalit mit Zwerchdach und Dreiecksgiebel, Inschrift im Medaillon am Zwerchgiebel: „GR“, darüber Königskrone. Risalit- und Gebäudeecken betont durch Lisenen aus gelben Backsteinen. Erbaut 1855–57 durch Bau-Inspektor Eichhorn und Landbau-Conducteur Heins als Hebammenlehranstalt. | 34357508 | Weitere Bilder |
| Mühlenstraße 8 52° 37′ 26″ N, 10° 4′ 24″ O     | Schulgebäude                     | Zweigeschossiger Backsteinbau unter Walmdächern in Ziegeldeckung; über U-förmigem Grundriss. In südlicher Eingangsfassade dreigeschossiger Mittelbau mit Treppenhausrisalit, doppelflügelige Tür, darüber Bauplastik, spärliche, expressionistische Zierelemente. Erbaut 1929–32 durch Landesoberbaurat Scheele als Erweiterungstrakt der Hebammenlehranstalt. | 34357535 | BW             |
| Mühlenstraße 8 52° 37′ 28″ N, 10° 4′ 24″ O     | Schulgebäude                     | Zweigeschossiger verputzter Backsteinbau unter Walmdächern in Ziegeldeckung; über T-förmigem Grundriss. Erbaut 1905 (mit Erweiterung 1913) durch Landesbaurat Oswald Magunna und Landbaumeister Scheele als Erweiterungstrakt der Hebammenlehranstalt. | 40017726 | BW             |
| Mühlenstraße 8a 52° 37′ 27″ N, 10° 4′ 28″ O    | Wohnhaus                         | Zweigeschossiger Backsteinbau, unter ziegelgedeckten Walm- und Satteldächern. Hoher Sockel mit Quaderimitation, Risalite an Südwest- und Südostfassade. Erbaut 1887 (a). Aufwändige Fensterrahmungen in Putz, akzentuierende Giebelspitzen, 1895 nachträglich ergänzt. Originale Innenausstattung fast unverändert erhalten. | 34381828 | Weitere Bilder |
| Mühlenstraße 9 52° 37′ 28″ N, 10° 4′ 29″ O     | Wohnhaus                         | Traufständiger eingeschossiger Fachwerkbau unter Halbwalmdach in Pfannendeckung. Fachwerk mit Backsteinausfachung, überstrichen. Straßenseitig und rückwärtig mittig angeordnetes Zwerchhaus. Errichtet 1671 (a) für Stechinelli als Dreiflügelanlage. | 34380121 |                |
| Mühlenstraße 22a 52° 37′ 27″ N, 10° 4′ 30″ O   | Wohnhaus                         | Freistehender eingeschossiger gelber Backsteinbau unter Walmdach, mit Drempel und zweigeschossigen Risaliten an drei Seiten, hier zahnschnittfriesverzierte Zwerchhäuser, zudem nachträgliche Schleppgauben und Dacherker. Zeitgenössische zweiflügelige Eingangstür im Risalit der Südwestfassade. Erbaut in den 1880er Jahren. 1915 Anbau rückwärtiger eingeschossigen Veranda. | 34357610 |                |
| Mühlenstraße 22a 52° 37′ 26″ N, 10° 4′ 31″ O   | Remise                           | Eingeschossiger Massivbau aus gelbem Backstein unter Satteldach; mit Segmentbogenfenstern. Erbaut mit Pferdestall 1884 (i). | 34357636 | BW             |
| Mühlenstraße 22b 52° 37′ 26″ N, 10° 4′ 29″ O   | Wohnhaus                         | Traufständiger eingeschossiger gelber Backsteinbau mit Zierelementen aus Putz, unter eigenem Satteldach. In Straßenfassade linksseitig zweigeschossiger Risalit mit Zwerchhaus unter Satteldach. Mit Drempel und Eckquaderung; Brüstungsfelder im EG, zweiflügelige zeitgenössische Tür an Südwestseite. Erbaut 1884. | 34357661 | Weitere Bilder |
| Mühlenstraße 22c 52° 37′ 25″ N, 10° 4′ 28″ O   | Wohnhaus                         | Freistehender, ein- bis zweigeschossiger Backsteinbau mit trauf- und giebelständigen Gebäudeteil, unter Satteldächern. Nördliche Achse zweigeschossig und giebelständig, mit polygonalem Risalit an Nordostseite. Südlicher Teil eingeschossig und traufständig, hier doppelflügelige Eingangstür in der Südwestfassade. Fassaden geschmückt durch glasierte Formsteine, Fensterrahmungen und auffällige rautenverzierte Brüstungsfelder. Erbaut 1885. | 34357686 | Weitere Bilder |
| Mühlenstraße 23 52° 37′ 24″ N, 10° 4′ 28″ O    | Wohnhaus                         | Traufständiger zweigeschossiger Fachwerkbau mit Backsteinausfachung, unter Krüppelwalmdach in Pfannendeckung. Schauseite ist symmetrisch aufgebaute Ostfassade mit dreiachsigem Mittelrisalit, der in Dreiecksgiebel endet. Leichte Auskragung des OG und des Giebels. Erbaut zwischen 1770 und 1782 als palaisartiger Adelssitz. Innenausstattung vollständig erhalten. Im Süden zweigeschossiger massiver Anbau von 1960. | 34380165 | Weitere Bilder |
| Mühlenstraße 25 52° 37′ 21″ N, 10° 4′ 29″ O    | Wohnhaus                         | Traufständiger eingeschossiger Putzbau unter Mansarddach in Pfannendeckung. Vertikale Gliederung durch einfache Pilaster; in Westfassade großes Zwerchhaus mit Dreiecksgiebel; zurückliegende zeitgenössische Türen; ellipsenförmige Fenster in den Giebeln. Erbaut 1911/12 durch Otto Haesler für den Rechtsanwalt von der Wall. | 34380193 | Weitere Bilder |
| Mühlenstraße 26 52° 37′ 21″ N, 10° 4′ 29″ O    | Wohnhaus                         | Eingeschossiger traufständiger Fachwerkbau unter Satteldach in Ziegeldeckung. Grundriss in L-Form. Großes Zwerchhaus in Fassade zur Mühlenstraße, großes Tor zur Trift. Errichtet um 1680 als Hutmanufaktur Gabain, auch herzöglicher Holzhof und Hofjägerei. | 34359512 | BW             |

## N
| Lage                                           | Bezeichnung       | Beschreibung | ID       | Bild |
| ---------------------------------------------- | ----------------- | --- | -------- | ---- |
| Neustadt 4 52° 37′ 13″ N, 10° 3′ 40″ O         | Wohnhaus          | Giebelständiger eingeschossiger Fachwerkbau unter Satteldach in Ziegeldeckung. Dachgeschoss auf profilierten Balkenköpfen auskragend, doppelflügelige verzierte Eingangstür straßenseitig erhalten. Errichtet vermutlich im 18. Jh. | 34380286 |      |
| Neustadt 14 52° 37′ 13″ N, 10° 3′ 31″ O        | Neustädter Schule | Dreigeschossiger Backsteinbau unter ziegelgedecktem Walmdach, über L-förmigem Grundriss an Straßenecke Neustadt / Bredenstraße, daher zwei Hauptfassaden; in nördlicher Straßenfassade Mittelrisalit mit Zwerchgiebel. Erbaut 1875. | 34380309 |      |
| Neustadt 65 52° 37′ 14″ N, 10° 3′ 28″ O        | Wohnhaus          | Traufständiger zweigeschossiger verputzter Massivbau unter ziegelgedecktem Satteldach. Erdgeschoss mit Putzfugen, Quadrierung vortäuschend, aufwändige Ecklisenen, Traufgesims als eine Art Kranzgesims ausgebildet; straßenseitig mittig doppelflügelige Eingangstür, darüber symbolische Dreiecksüberdachung. Erbaut in zweiter Hälfte 19. Jh. | 34380357 |      |
| Neustadt 67 52° 37′ 14″ N, 10° 3′ 29″ O        | Wohnhaus          | Traufständiger zweigeschossiger Backsteinbau, an Nordseite teilweise auch Fachwerk; unter ziegelgedecktem Satteldach, nach Westen mit Krüppelwalm. Straßenfassade mit dekorgeschmückten Brüstungsfeldern, im OG profilierte Verdachungen, Geschossgesims, aufwändiges Traufgesims. Erbaut in zweiter Hälfte 19. Jh. | 34380382 |      |
| Neustadt 69 52° 37′ 14″ N, 10° 3′ 31″ O        | Wohnhaus          | Traufständiger zweigeschossiger Fachwerkbau mit Backsteinausfachung, unter ziegelgedecktem Krüppelwalmdach. Symmetrischer Fassadenaufbau, mit mittigem Eingang. Errichtet in zweiter Hälfte 19. Jh. | 34380408 |      |
| Neustadt 74 52° 37′ 14″ N, 10° 3′ 34″ O        | Wohnhaus          | Giebelständiger eingeschossiger Fachwerkbau mit Backsteinausfachung, unter ziegelgedecktem Satteldach, in Ecklage zur Allerstraße. Im EG unregelmäßiges Fachwerk, tw. in Doppelständerkonstruktion, im OG regelmäßiges Fachwerk; Eingangstür mittig in Giebelfassade. Nachträgliche großes Zwerchhaus in westlicher Dachfläche. Errichtet 1878. | 34380434 |      |
| Neustadt 75 52° 37′ 14″ N, 10° 3′ 37″ O        | Neustädter Kirche | Asymmetrische, dreischiffige, neoromanische Backsteinkirche mit rechteckigem Langhaus unter hohem ziegelgedeckten Satteldach, nördlichem Chor mit Apsis und seitlichen Sakristeianbauten; Turm an Südostecke. An Südseite Laubenvorbau. Verzierung der Fassaden durch Lisenen, Blendbögen und verschiedene Friese in Rundbogen-, Zahnschnitt- und Rautenformen, dabei ein Wechsel gemauerter und verputzter Wandflächen. Im Inneren bemalte Holzdecke, Rundbögen, erhöhter Chor. Erbaut 1908/09 nach Entwurf des Konsistoriums in Berlin (für mehrere Kirchen gleichzeitig), örtliche Bauleitung hatte der Celler Architekt Otto Haesler, die Ausmalung durch den Kirchenmaler Reinhold Ebeling aus Hannover. | 34380457 |      |
| Nienburger Straße 4 52° 37′ 12″ N, 10° 3′ 6″ O | Wohnhaus          | Traufständiger zweigeschossiger Massivbau unter Krüppelwalmdach in Ziegeldeckung. Linksseitig der Hauseingang, vertikale Fassadengliederung durch Lisenen aus Backsteinen. Im EG Segmentbogen-, im OG Rechteckfenster. Erbaut 1909 (a). | 34357711 |      |
| Nienburger Straße 6 52° 37′ 12″ N, 10° 3′ 5″ O | Wohnhaus          | Zweigeschossiger Massivbau unter Walmdach, links Seitenrisalit mit Zwerchgiebelabschluss unter Satteldach, beides in Ziegeldeckung. Fassadengliederung durch vertikale Putzbänder, Hauseingang linksseitig. Erbaut 1905 (a). | 34357736 |      |
| Nienburger Straße 8 52° 37′ 12″ N, 10° 3′ 4″ O | Wohnhaus          | Traufständiger zweigeschossiger Massivbau unter Krüppelwalmdach in Ziegeldeckung; mit ausgebautem Drempelgeschoss und rechtsseitigem giebelständigen zweigeschossigen Risalit mit Zwerchhaus. Fassadengliederung durch zahnartige Eckquader, im Zwerchgiebel ein Ochsenauge. Erbaut 1904 (a). | 34357761 |      |

## O
| Lage                                        | Bezeichnung | Beschreibung | ID       | Bild |
| ------------------------------------------- | ----------- | --- | -------- | ---- |
| Ohagenstraße 1b 52° 37′ 12″ N, 10° 4′ 30″ O | Wohnhaus    | Zweigeschossiger verputzter Massivbau unter ziegelgedecktem, in sich gestaffeltem Walmdach. Fassade vertikal gegliedert durch Ecklisenen. Dreifach gegliederter Baukörper mit zweigeschossigem Westteil, über Traufe gezogenem dreigeschossigem Mittelteil und zurückspringendem östlichem Eingangsbereich mit zeitgenössischer zweiflügeliger Eingangstür. Erbaut 1910 (a) gemeinsam mit Nr. 1c durch Architekten Wilhelm Hellmann für Bauherrn Habermann.                                                                  | 34357788 |      |
| Ohagenstraße 1c 52° 37′ 12″ N, 10° 4′ 29″ O | Wohnhaus    | Zweigeschossiger verputzter Massivbau unter ziegelgedecktem Krüppelwalmdach. Dreifach gegliederter Baukörper mit mittigem straßenseitigem Risalit. Eingang im westlichen Gebäudeteil. Erbaut 1910 (a) gemeinsam mit Nr. 1b durch Architekten Wilhelm Hellmann. | 34357817 |      |
| Ohagenstraße 2 52° 37′ 11″ N, 10° 4′ 28″ O  | Wohnhaus    | Traufständiger, eingeschossiger Fachwerkbau mit Backsteinausfachung, unter ziegelgedecktem Mansarddach mit Halbwalm. Straßenseitig großes Zwerchhaus, schlichtes Balkengesims, nach Osten außermittig versetzter Eingang mit zeitgenössischer zweiflügeliger Eingangstür. Errichtet 1751 (a). | 34380480 |      |
| Ohagenstraße 3 52° 37′ 10″ N, 10° 4′ 25″ O  | Wohnhaus    | Großzügiger traufständiger zweigeschossiger Fachwerkbau unter ziegelgedecktem Halbwalmdach. Gefache mit Backsteinausfachung, monochrom überfasst. 1740 (a) errichtet als siebenachsiges Palais mit vollkommen symmetrischen Fassaden ohne Geschossauskragung. Hauptschauseite war die Südfassade mit Mittelrisalit und darüber liegendem Zwerchhaus. Erste Erweiterung noch im 18. Jh. um zwei Fensterachsen nach Westen; etwas jünger, ohne Fortführung des Daches, der einachsige Anbau nach Osten.                        | 34380503 |      |
| Ohagenstraße 7 52° 37′ 11″ N, 10° 4′ 24″ O  | Wohnhaus    | Traufständiger zweigeschossiger Fachwerkbau, unter Halbwalmdach in Ziegeldeckung. Fachwerk in Stockwerkbauweise, größtenteils in Doppelständerkonstruktion. Mit leicht außermittigem straßenseitigem Dreiecksgiebel. Errichtet 1736 (a) von H. Mummentey. | 34380526 |      |
| Ohagenstraße 9 52° 37′ 11″ N, 10° 4′ 26″ O  | Wohnhaus    | Traufständiger zweigeschossiger Fachwerkbau unter Satteldach in Ziegeldeckung. Fachwerk in Stockwerkbauweise in Doppelständerkonstruktion; mit Balkengesims und Fußbändern im OG. Straßenseitig außermittiger Dreiecksgiebel. Kernbau (ursprünglich symmetrisch) von 1719 (a) durch den Hutmacher Pierre Gabain errichtet, später um zwei Achsen nach Westen verlängert. Halbrunder Wintergartenanbau an Ostfassade vom Celler Architekten Otto Haesler 1919, eingeschossiger Anbau nach Westen 1927 als Arztpraxis ergänzt. | 34380549 |      |

## P
| Lage                                        | Bezeichnung   | Beschreibung | ID       | Bild |
| ------------------------------------------- | ------------- | --- | -------- | ---- |
| Prinzengarten 2 52° 37′ 57″ N, 10° 5′ 32″ O | Prinzenpalais | Freistehender hufeisenförmiger eingeschossiger Fachwerkbau unter ziegelgedecktem Mansarddach. Zur Straßenseite kleiner erhöhter Vorhof, abgegrenzt durch schmiedeeisernen Zaun mit Wappen, zum westlichen Park leicht vorspringender Mittelrisalit mit flachem Dreiecksgiebel. Niedriger verputzter Massivsockel, Fassade vertikal, Flächen über den Fenstern horizontal verbrettert. Alle Fenster zweigeteilt mit Kämpfer, vierflügelig. Je eine Eingangstür mittig in der Ost- und Westfassade, mit Profilholz eingefasst. Errichtet um 1770 im Auftrag von Prinz Ernst von Mecklenburg-Strelitz. | 34380593 |      |

## R
| Lage                                    | Bezeichnung  | Beschreibung | ID       | Bild |
| --------------------------------------- | ------------ | --- | -------- | ---- |
| Reitbahn 21 52° 36′ 56″ N, 10° 4′ 47″ O | Pförtnerhaus | Ein- bis zweigeschossiger Backsteinbau mit vorspringendem Turm; unter ziegelgedecktem Walmdach; Abschleppung nach Westen unter eigenem Walm. Segmentbogen- und Rechteckfenster, tw. mit profilierter Rahmung. Erbaut 1841/42, mehrfach umgebaut. | 34359402 |      |

## S
| Lage                                              | Bezeichnung                        | Beschreibung | ID       | Bild           |
| ------------------------------------------------- | ---------------------------------- | --- | -------- | -------------- |
| Sägemühlenstraße 1 52° 37′ 6″ N, 10° 4′ 34″ O     | Wohnhaus                           | Zweigeschossiger Fachwerkbau mit Backsteinausfachung, unter ziegelgedecktem Walmdach. Dreiflügelanlage, ehemalige Hauptfassade nach Norden, Süd- und Westfassade horizontal mit Holz verkleidet. An Nordfassade Mittelrisalit mit Zwerchgiebel und Ochsenauge, an Südfassade Mitteltrakt mit Zwerchgiebel und Ochsenauge. Errichtet 1711 durch Major Friedrich von Hohnhorst. | 34380644 |                |
| Sägemühlenstraße 3 52° 37′ 6″ N, 10° 4′ 35″ O     | Wohnhaus                           | Traufständiger zweigeschossiger Fachwerkbau unter Halbwalmdach in Ziegeldeckung. Leicht vorspringender Sockel aus Sandstein; Stockwerkbauweise mit Balkengesims. Errichtet um 1800, von 1837 bis 1877 als „Offiziersmesse“ genutzt, danach Isolierstation des Garnisonslazaretts Celle bis ins 20. Jh. | 34380668 |                |
| Sägemühlenstraße 5 52° 37′ 6″ N, 10° 4′ 39″ O     | Lazarett                           | Großer, traufständiger, freistender, dreigeschossiger Backsteinbau, unter Sattelwalmdächern in Pfannendeckung, nach Norden abgewalmt. Unterkellert, mit hohem Sockel aus Sandsteinquadern und Backsteinen, Kellergesims aus schräggestellten Klinkern. Symmetrischer Fassadenaufbau durch Mittel- und zwei Seitenrisalite, straßenseitig mit Blendgiebeln; Segmentbogenfenster mit Rundstabrahmung, mittig gelegenes, von Säulen gerahmtes Eingangsportal; Erdgeschossgesims aus schräggestellten Klinkern. OG leicht zurückspringend, durch rundstabgerahmte Blendfelder gegliedert, in Straßenfassade spitzbogig und mit Blendbogenfries an Traufkante. Erbaut 1874-1878, datiert 1876 in Wetterfahne. Entwurf: Königlicher Bau-Inspektor Rudolf Fenkhausen. | 34380691 |                |
| Sägemühlenstraße 5 52° 37′ 7″ N, 10° 4′ 39″ O     | Desinfektionshaus                  | Eingeschossiger Backsteinbau unter sehr flachem Satteldach. Erbaut um 1880. | 38610169 | BW             |
| Sägemühlenstraße 7 52° 37′ 6″ N, 10° 4′ 42″ O     | Rektorenwohnhaus                   | Erbaut 1928 im Auftrag der Stadt Celle nach einem Entwurf des Architekten Otto Haesler. Dreigeschossiger Massivbau mit Flachdach, frei stehend in straßenrandbegleitender Stellung; abstrakte baukörperliche Komposition aus mehreren stereometrischen Kuben, Balkon an Südwestecke; Putzfassade, weiß gefasst. | 34357882 | Weitere Bilder |
| Sägemühlenstraße 9 52° 37′ 8″ N, 10° 4′ 47″ O     | Schulbaracke der Altstädter Schule | Eingeschossiger Holzbau mir horizontaler Verbretterung und unter flachem Satteldach; mit mittiger Erschließung und zwei Seitenräumen. Errichtet 1941/42 als Schulbaracke nach Entwürfen des Hochbauamtes der Stadt Celle. Die letzte erhaltene von ehemals drei Baracken der Altländer Schule. | 44394022 | BW             |
| Sägemühlenstraße 9 52° 37′ 7″ N, 10° 4′ 45″ O     | Altstädter Schule                  | 1927–28 im Auftrag der Stadt Celle nach Entwurf des Architekten Otto Haesler erbaut. Dreigeschossiger Massivbau mit Flachdach, frei stehend in rechtwinkliger Stellung zur Straße; zweiflügelige Anlage mit paralleler Anordnung der Klassentrakte für Knaben und Mädchen sowie mittiger Sport- und Veranstaltungshalle; Putzfassaden, weiß gefasst, Längsseiten mit horizontalen Fensterbändern. | 34357916 |                |
| Sägemühlenstraße 11 52° 37′ 7″ N, 10° 4′ 48″ O    | Haus Lodders                       | Freistehender giebelständiger zweigeschossiger Massivbau mit ausgebautem Drempelgeschoss in Fachwerk, unter Schopfwalmdach in Pfannendeckung mit Zwerchhaus an Ost- und Schleppgaube an Westseite. Hauptfassade ist Ostseite mit Mittelrisalit, ornamentalen Stuckreliefs aus floralen Motiven, Bandelwerk und Segmentbogenfenstern. Tür in eingezogener Südostecke. Erbaut 1905 (i). | 34381734 |                |
| Schackstraße 3 / 3a 52° 37′ 13″ N, 10° 4′ 12″ O   | Wohnblock                          | Westliche Gebäudezeile der 1927–28 erbauten Wohnhausgruppe. Viergeschossiger Massivbau mit Flachdach mit sieben zweigeschossigen Maisonettewohnungen, frei stehend, an Nordseite zur Straße dreigeschossig abgestaffelt und mit Garagen im Sockelbereich. Putzfassade, weiß gefasst; Ostseite mit vortretenden Treppenhäusern sowie gleichförmig angeordneten, großformatigen Fensteröffnungen, Westseite mit unterschiedlichen Fensterformaten sowie mit Erkern und Balkonen abwechslungsreich gegliedert. | 34357942 | Weitere Bilder |
| Schackstraße 4 / 4a 52° 37′ 13″ N, 10° 4′ 10″ O   | Wohnblock                          | Östliche Gebäudezeile der 1927–28 erbauten Wohnhausgruppe. Viergeschossiger Massivbau mit Flachdach mit sieben zweigeschossigen Maisonettewohnungen, frei stehend, an Nordseite zur Straße dreigeschossig abgestaffelt und mit Garagen im Sockelbereich. Putzfassade, weiß gefasst; Westseite mit vortretenden Treppenhäusern sowie gleichförmig angeordneten, großformatigen Fensteröffnungen, Ostseite mit unterschiedlichen Fensterformaten sowie mit Erkern und Balkonen abwechslungsreich gegliedert. | 34357969 |                |
| Schackstraße 5 52° 37′ 13″ N, 10° 4′ 9″ O         | Wohnhaus                           | Traufständiger eingeschossiger Backsteinbau mit ausgebautem Drempelgeschoss, unter Satteldach in Pfannendeckung. Mit straßenseitigem zweiachsigem Zwerchhaus. An Giebellinie und Zwerchhaus steigender Fries aus vorspringenden unterschiedlich starken Backsteinen gebildet. Segmentbogen-Fensteröffnungen mit Backsteinsohlbank; Lisenengliederungen, Fassadenfelderung an Drempen. An Westfassade bauzeitliche Haustür. Erbaut 1889 (a) nach Plänen von Baumeister F. Wolter. | 34357994 |                |
| Schackstraße 6 52° 37′ 13″ N, 10° 4′ 8″ O         | Wohnhaus                           | Traufständiger eingeschossiger Backsteinbau mit ausgebautem DG, unter Satteldach in Pfannendeckung. Mit straßen- und rückseitigem zweiachsigem Zwerchhaus. An Giebellinie und Zwerchhaus steigender Fries aus vorspringenden Backsteinen gebildet. Segmentbogen-Fensteröffnungen mit Backsteinsohlbank. Erbaut 1879 (a); 1894 um einen zweigeschossigen Seitenflügel mit Pultdach in angepassten Fassadenformen sowie Vorhalle nach Süden erweitert. | 34358019 |                |
| Schackstraße 6 52° 37′ 12″ N, 10° 4′ 8″ O         | Waschhaus                          | Eingeschossiger Backsteinbau, unter Satteldach in Pfannendeckung. Traufkante mit Backsteinschmuck, alte Türen und Fenster erhalten. Erbaut 1879 (a). | 43735158 |                |
| Schackstraße 10 52° 37′ 12″ N, 10° 4′ 5″ O        | Wohnhaus                           | Traufständiger zweigeschossiger Backsteinbau unter Satteldach in Pfannendeckung. Gebäude unterkellert, niedriger Putzsockel, Eingang in Nordfassade. Giebelseite verputzt. Erbaut 1868 (a). | 34358046 |                |
| Schackstraße 11 52° 37′ 12″ N, 10° 4′ 5″ O        | Wohnhaus                           | Traufständiger zweigeschossiger Backsteinbau unter Satteldach in Pfannendeckung. Gebäude unterkellert, niedriger Putzsockel, Eingang in Nordfassade. Giebelseite verputzt. Erbaut 1868 (a). | 34358074 |                |
| Schackstraße 12 52° 37′ 13″ N, 10° 4′ 6″ O        | Wohnhaus                           | Traufständiger zweigeschossiger verputzter Backsteinbau unter ziegelgedecktem Satteldach. Teilunterkellert, mit niedrigem Putzsockel; bescheidener Dekor durch Profilierungen der Fensterlaibungen, geschosstrennendes Gesims und Kranzgesims an Traufe. Eingang in östlicher Achse der Südfassade. Erbaut um 1870. | 34358102 |                |
| Schackstraße 13 52° 37′ 13″ N, 10° 4′ 6″ O        | Wohnhaus                           | Traufständiger zweigeschossiger verputzter Backsteinbau unter ziegelgedecktem Satteldach. Teilunterkellert, mit niedrigem Putzsockel; bescheidener Dekor durch Profilierungen der Fensterlaibungen, geschosstrennendes Gesims und Kranzgesims an Traufe. Eingang in westlicher Achse der Südfassade. Erbaut um 1870. | 34358127 |                |
| Schackstraße 14 52° 37′ 13″ N, 10° 4′ 7″ O        | Wohnhaus                           | Traufständiger zweigeschossiger, verputzter Massivbau unter Satteldach in Ziegeldeckung. Straßenseitig mittiges Zwerchhaus mit Frontispiz, Rundbogenfenster mit profilierten Laibungen, horizontale Fassadengliederung durch Gesimse. Teilunterkellert, mit niedrigem Putzsockel. Erbaut wohl um 1860. | 34380716 |                |
| Siemensplatz 1 52° 37′ 47″ N, 10° 5′ 2″ O         | Wohnhaus                           | Zweigeschossiger, verputzter Massivbau unter Mansarddach in Ziegeldeckung. An Straßengabelung Lüneburger und Braunhirschstraße spiegelbildlich ausgeführt. Zum Siemensplatz Fassade leicht nach innen gewölbt, rechts und links des Eingangs zwei säulenumrahmte portalartige Vorbauten mit Rundbogen und Söllner. Senkrecht aufsteigender Mittelrisalit mit Dacherkerabschluss, Giebel mit Halbkreisform. Erbaut 1911 durch den Celler Architekten Otto Haesler als Vermietungsobjekt. | 34380833 |                |
| Schlepegrellstraße 32 52° 37′ 45″ N, 10° 5′ 24″ O | Verwaltungsgebäude                 | Freistehender verputzter eingeschossiger Massivbau, unter ausgebautem Mansarddach in Ziegeldeckung. Hoher Sichtbacksteinsockel, zweiflügelige Rechteckfenster mit Oberlicht, Bandrahmung in Putz, im Sturz mit Quaderfeldern. Jede Dachseite besitzt in Mittelachse breites Zwerchhaus mit eigener Mansarddachkonstruktion. Erbaut 1907 (a) vom Celler Architekten Otto Haesler als „Kontorgebäude“ für die Heidbräu GmbH Celle. An Nordostseite 1916 Anfügung eingeschossigen flachen Anbaus. | 34381854 | BW             |
| Speicherstraße 14 c 52° 37′ 29″ N, 10° 4′ 14″ O   | Wohnhaus                           | Zweigeschossiger Fachwerkbau mit Walmdach, frei stehend am Südrand des ehemaligen Celler Hafens. Fachwerksichtige Fassade, errichtet in Stockwerksbauweise mit auskragendem Oberstock über gerundeten Balkenköpfen und Füllhölzern, Stockwerksschwelle des Oberstocks mit gefaster Unterkante. | 50760399 |                |
| Speicherstraße 16 52° 37′ 29″ N, 10° 4′ 13″ O     | Wohnhaus                           | Traufständiger zweigeschossiger Backsteinbau unter Satteldächern in Ziegeldeckung. Mit seitlichen runden Ecktürmen, mittigem Treppenhausrisalit mit Dreiecksgiebelabschluss, Lisenen an Türmen und Anbauten. Erbaut für Fabrikanten A. Haacke Ende 19. Jh. | 34380858 |                |
| Spörckenstraße 1 / 3 52° 36′ 59″ N, 10° 4′ 34″ O  | Wohnhaus                           | Traufständiger freistehender dreigeschossiger Massivbau, unter Ziegeldächern. Gespiegeltes Doppelhaus mit zwei Eingängen, unterkellert, mit hohem Backsteinsockel mit schrägem Sockelgesims aus glasierten Formsteinen. Im EG backsteinsichtig, darüber größtenteils verputzte Flächen, Dekor in Ziersetzungen und Verbänderungen, Fachwerkimitation im DG. Zwei Risalite mit polygonalem DG und Turmdachabschluss. An nördlicher Ecke zweigeschossiger Altan, an westlicher eingeschossiger Vorbau mit Loggia und Balkon darüber. Erbaut 1909 (a) durch Unternehmer W. Bleckmann. | 34380882 |                |
| Spörckenstraße 9 52° 36′ 57″ N, 10° 4′ 31″ O      | Wohnhaus                           | Freistehender zweigeschossiger Putzbau mit weit überkragendem Walmdach in Pfannendeckung. Unterkellert, abgeschrägte Ecken im EG, darüber abgesetzter Putz, unter Traufe mit Schachbrettmuster. Vorspringende polygonale Mittelachse in Straßenfassade. Erbaut 1908 (a) für den Gestütswärter Ernst Gries nach Entwurf des Architekten Otto Haesler. | 34380905 |                |

### Landgestüt Celle
Niedersächsisches Landgestüt Celle

| Lage                                               | Bezeichnung    | Beschreibung | ID       | Bild |
| -------------------------------------------------- | -------------- | --- | -------- | ---- |
| Spörckenstraße 10 52° 37′ 0″ N, 10° 4′ 26″ O       | Fuhsebrücke    | Genietete Gitterträgerbrücke, errichtet wohl 1863. Nachträgliche Verlängerung nach Norden. | 34358368 | BW   |
| Spörckenstraße 10 52° 36′ 57″ N, 10° 4′ 15″ O      | Bergstall      | Zweigeschossiger Backsteinbau unter sehr flachem Satteldach. Öffnungen unter Segmentbögen. 1895 eingeschossig errichtet, 1897 OG aufgesetzt. Im EG Pferdeboxen, im OG Lagerflächen. EG mit preußischen Kappen überwölbt. Steile Treppe ins OG. | 34358394 | BW   |
| Spörckenstraße 10 52° 36′ 50″ N, 10° 4′ 18″ O      | Stall          | Schmaler symmetrischer Dreiflügelbau in Backstein unter ziegelgedecktem Satteldach mit zwei turmartigen Kopfbauten unter ziegelgedeckten Pyramidendächern und aufwendigen, überhöhten mittigen Risalit unter ziegelgedecktem Walmdach. Errichtet 1912 (i). | 34358342 | BW   |
| Spörckenstraße 10 52° 36′ 53″ N, 10° 4′ 22″ O      | Scheune        | Sehr langgestreckter eingeschossiger Fachwerkbau mit Backsteinausfachung unter Halbwalmdach in Ziegeldeckung. Erschließung erfolgt über Längsseite. Mittige Brandwand. Im nordwestlichen Teil innen offen liegendes Holz- und Dachtragwerk. Errichtet Mitte 19. Jh. | 34358317 | BW   |
| Spörckenstraße 10 52° 36′ 55″ N, 10° 4′ 22″ O      | Reithalle      | Reithalle, erbaut 1838–42 als städtebauliche Dominante des 1827 begonnen dritten Gestütneubaus. Repräsentativer Mauerwerksbau mit klassizistischen Putzfassaden unter Satteldach. Im Inneren offene Reitbahn, Tribüne und sehr weit gespanntes, hölzernes Dachwerk. | 34358266 | BW   |
| Spörckenstraße 10 52° 36′ 54″ N, 10° 4′ 24″ O      | Alte Remise    | Eingeschossiger, verputzter Massivbau unter Krüppelwalmdach mit langen Schleppgauben und Zwerchhaus mit Ladeluke; durch Entfernung und Einbau von Toren verändert. Erbaut 1830. | 34358291 | BW   |
| Spörckenstraße 10 / 20 52° 36′ 55″ N, 10° 4′ 26″ O | Spörckenstall  | Langgestreckter Backsteinbau unter Satteldach in Ziegeln mit dreigeschossigen verputzten Eckbauten unter Walmdächern in Ziegeln. Der aus sichtbar belassenem Backsteinmauerwerk errichtete Mittelteil des Gebäudes, mit Stallungen, wird gegliedert durch zwei weiß verputzte symmetrische Risalite unter Satteldach, die auf der Hofseite die Eingänge beinhalten. Sämtliche Putzfassaden haben quaderimitierenden Fugenschnitt. Im Innern beidseitig eines Mittelganges angeordnete Pferdeboxen in weitgehender Erhaltung des Originalbestands unter einer kassettierten Decke, mit vier Heuluken. Das innere Tragwerk besteht aus farbig gefassten hölzernen Säulen. Erbaut 1857 (i). | 34358214 |      |
| Spörckenstraße 12 / 14 52° 36′ 59″ N, 10° 4′ 24″ O | Grabenseestall | Langgestreckter Backsteinbau unter Satteldach in Ziegeln mit zweigeschossigen Eckrisalit im Südwesten unter Walmdach in Ziegeln und aufwändigen Kopfbau im Nordosten unter Walmdach in Ziegeln mit schiefergedecktem Uhrentürmchen und abgesetzten Eingangsrisalit. Langgestreckter Mittelteil in Backstein hat in Nordwest- und in Südostfassade mit Putzdekor abgesetzten Eingangsrisaliten. Im Innern beidseitig eines Mittelganges angeordnete Pferdeboxen in weitgehender Erhaltung des Originalbestands unter flachen Decke, die von schlanken Pfeilern getragen wird. Erbaut 1905 (i).                                                                                            | 34358240 | BW   |

## T
| Lage                                     | Bezeichnung                | Beschreibung | ID       | Bild           |
| ---------------------------------------- | -------------------------- | --- | -------- | -------------- |
| Talweg 52° 38′ 55″ N, 10° 5′ 23″ O       | Privatfriedhof Schiebler   | Privatfriedhof der Familie Schiebler (Wohnsitz im nahen Gut Tannholz); 1877 angelegt vom Gärtner und Baumschulenbesitzer Jakob Friedrich Ludwig Ebermann, Eigentümer einer im 19. Jh. überregional bedeutenden Baumschule. Friedhofs-Bestattungen bis in die 1920er Jahre. Mehrere Grabsteine, teilweise umgekippt und überwuchert (Zustand 2014: verwilderte Eiben-Einfriedung; noch rund zehn gründerzeitliche Grabmale aus verschiedenen Natursteinmaterialien erhalten; umgestoßen und mit Vandalismusschäden). | 34383562 | BW             |
| Thaerplatz 52° 37′ 19″ N, 10° 4′ 36″ O   | Albrecht-Thaer-Denkmal     | Überlebensgroße figürliche Marmordarstellung des Arztes und Botanikers Albrecht Thaer (1752-1828), der 1786 in Celle die erste deutsche landwirtschaftliche Versuchsanstalt gründete, auf abgetrepptem konischem rötlichem Natursteinsockel. Errichtet 1873 (i) durch den in Celle geborenen Berliner Bildhauer Ferdinand Hartzer. 1960 vom ursprünglichen Standort in den Triftanlagen in den Schlosspark versetzt, 1998 auf den Thaerplatz. | 34376175 | Weitere Bilder |
| Thaerplatz 52° 37′ 17″ N, 10° 4′ 37″ O   | Stadthalle                 | Zweigeschossiger verputzter Massivbau unter Mansarddach in Ziegeldeckung. Mit repräsentativer, gestaffelter Fassade zum Thaerplatz mit vorgelagertem Freiplatz. Wettbewerbsentwurf von Alfred Sasse, ausgeführt von Otto Lüer; fertiggestellt 1909 als Stadthalle „Union“. | 34377588 |                |
| Torplatz 52° 37′ 43″ N, 10° 4′ 49″ O     | Friedhof Hehlentor         | 1536 als erster Friedhof außerhalb der Stadtmauern von Celle angelegter Friedhof, der durch den Bau der Harburger Straße 1826 in zwei Teile geteilt wurde. Eingang erfolgt durch die beiden südlichen Toranlagen - an Sandsteinpfeiler montierte schmiedeeiserne Doppelflügel - beidseits der Straße. Im östlichen Teil führt eine von Grabmalen und Erdgrüften begleitete, die Nord-Süd-Achse des Friedhofs bildende Allee auf das 1838 erbaute Mausoleum zu. Alter Baumbestand und Grabmale des 19. und frühen 20. Jh. prägen den 1982/83 zur öffentlichen Grünanlage umgestalteten Friedhof. 296 von ehemals 1400 alten Grabstellen blieben erhalten. Westlich der Harburger Straße erinnern Kriegsgräberstätte und mehrere Gedenksteine an die Opfer der beiden Weltkriege. | 34376970 |                |
| Torplatz 52° 37′ 46″ N, 10° 4′ 53″ O     | Mausoleum                  | Massive, verputzte und nach Süden geöffnete Bogenhalle auf flachem, zweistufigem Postament mit Flachdach. Den Pfeilern sind jeweils Pilaster vorgelegt, auf deren Gesimse profilierte Bögen aufgesetzt sind. In Rückwand und Boden sind Grabsteine eingelassen. | 34376948 |                |
| Torplatz 1 52° 37′ 40″ N, 10° 4′ 48″ O   | Herrenmühle                | Eingeschossiger Massivbau mit Sandsteinquadersockel, unter Satteldach mit Ziegeldeckung, nach Süden mit Halbwalm. Ost- und Westfassade in Backstein mit Eckquadern und Tor- und Fenstereinfassungen aus scharrierten Sandsteinquadern; Rechteck- und Segmentbogenfenster. Erbaut um 1800, prägende Umbauten (Tor, Zwerchhaus, Dachausbau) in den 1940er Jahren. Dem Kernbau zwei nördliche Erweiterungen in Fachwerk angefügt. "Zwischenbau" ist eingeschossig mit Sockel aus Sandsteinquadern und regelmäßigen Fachwerkgefüge, Ausfachung in Backsteinmauerwerk, unter Krüppelwalmdach in Ziegeldeckung; nördlicher, etwas versetzter, Anbau um 1920 als zweigeschossiger Fachwerkbau mit Backsteinausfachung unter Pultdach in Ziegeldeckung angefügt, Teile der Wände in Backstein erneuert. | 34381085 |                |
| Triftanlagen 52° 37′ 19″ N, 10° 4′ 11″ O | Park                       | Langgestreckte, schmale Grünanlage zwischen Altstadt und Bahnhof, begrenzt von Trift im Norden und Bahnhofstraße im Süden; westlich die Arndstraße, östlich der Thaerplatz. Mit altem Baumbestand und Gehölzen. Größe ca. 65 Morgen (ca. 16 ha). Umwandlung des ehemaligen Weidelandes in Landschaftspark wurde 1826 begonnen, seit 1873 sind die Triftanlagen im Besitz der Stadt Celle. | 34359075 | Weitere Bilder |
| Triftanlagen 52° 37′ 20″ N, 10° 4′ 17″ O | Gefallenendenkmal          | Gefallenendenkmal für Gefallene des Ersten Weltkriegs 1914-1918. Von sechs Granitpfeilern getragener Steinring mit Inschrift. Auf den Pfeilern sind Namen der Kriegsschauplätze verzeichnet. Im Inneren würfelförmiger Gedenkstein mit Eisernem Kreuz, Kranz und Stahlhelm, auf rechteckigem Sockel. Errichtet 1930 durch den Hallenser Bildhauer und Stadtbaumeister H. Quambusch. 1954 erweitert durch schräg liegende Platte an Westseite für die Gefallenen des Zweiten Weltkriegs 1939-1945. | 34359098 | Weitere Bilder |
| Triftanlagen 52° 37′ 17″ N, 10° 4′ 0″ O  | Brunnen                    | Brunnen aus weißem Stein, kleines Becken wird überragt von Säule mit Schäferfigur, flankiert von zwei Schafen. Errichtet 1913 durch den Bildhauer Bernhard Freytag. 1927 in die Triftanlagen umgesetzt. Bronzefiguren im Zweiten Weltkrieg eingeschmolzen und 1955 durch Bildhauerin Gerda Hotzen-Sautter in Stein ersetzt. | 34359121 | Weitere Bilder |
| Trift 1 52° 37′ 18″ N, 10° 3′ 56″ O      | Wohnhaus                   | Traufständiger, eingeschossiger Putzbau mit Drempelgeschoss und linksseitigem zweigeschossigem Risalit, unter Satteldach in Ziegeldeckung. Einfassung der Fenster mit Stuck, Betonung der Gebäudekanten mit Quaderimitationen, Stuckgesimse; erhöhtes Sockelgeschoss mit Putzquaderimitation. Erbaut 1893 (i). | 34358616 |                |
| Trift 2 52° 37′ 18″ N, 10° 3′ 55″ O      | Wohnhaus                   | Traufständiger, zweigeschossiger Putzbau, mit dreigeschossigem Mittelrisalit, unter Satteldach in Ziegeldeckung. Mit aufwendigen Stuckformen in Straßenfassade. Unterkellert. Erbaut 1900 (a) durch Architekten Hildebrandt und Günther. | 34358641 |                |
| Trift 3 52° 37′ 18″ N, 10° 3′ 54″ O      | Wohnhaus                   | Traufständiger, eingeschossiger, schlichter Putzbau mit linksseitigem zweigeschossigem Risalit; erhöhtes Sockelgeschoss mit Putzquaderimitation; Drempelgeschoss. Erbaut 1894 (a). | 34358666 |                |
| Trift 4 52° 37′ 19″ N, 10° 3′ 53″ O      | Wohnhaus                   | Traufständiger, eingeschossiger, schlichter Putzbau mit linksseitigem zweigeschossigem Risalit; erhöhtes Sockelgeschoss mit Putzquaderimitation; Drempelgeschoss. Erbaut 1894 (a). | 34358691 |                |
| Trift 5 52° 37′ 19″ N, 10° 3′ 52″ O      | Wohnhaus                   | Traufständiger, eingeschossiger, schlichter Putzbau mit linksseitigem zweigeschossigem Risalit; erhöhtes Sockelgeschoss mit Putzquaderimitation; Drempelgeschoss. Erbaut 1894 (a). | 34358718 |                |
| Trift 5a 52° 37′ 19″ N, 10° 3′ 51″ O     | Wohnhaus                   | Dreigeschossiger Putzbau in Ecklage, unter ziegelgedecktem Mansarddach; mit viergeschossigen Risalit zur Trift, unter eigenem Satteldach, und halbrunden Balkonen an Straßenecke. Zwerchhaus zum Bahnhofsplatz. Erbaut 1909 (i) durch Architekten Meyer (Entwurf) und Zimmermann W. Hellmann (Ausführung) für E. Petters und Gilster. | 34358743 |                |
| Trift 10 52° 37′ 19″ N, 10° 3′ 56″ O     | Wohnhaus                   | Traufständiger zweigeschossiger Putzbau, unter Walmdach mit Pfannendeckung. Linksseitig zweigeschossiger Vorbau mit Pilastern, Friesen und Konsolfiguren, schließt mit Dreiecksgiebel und Zwerchhaus unter Satteldach. Öffnungen im EG segmentbogenförmig, im OG rechteckig mit waagerechter Verdachung. Auffallender Grundrisszuschnitt an Ostseite, bedingt durch das Nachbarhaus. Erbaut in den 1860er Jahren des 19. Jh. | 34381156 |                |
| Trift 12 52° 37′ 19″ N, 10° 3′ 58″ O     | Wohnhaus                   | Traufständiger eingeschossiger Putzbau unter Satteldach in Ziegeldeckung. Symmetrischer Fassadenaufbau mit Mittelrisalit und großem vierachsigen Zwerchhaus mit Dreiecksgiebel. Segemnetbogenfenster, jeweils paarweise durch Fensterbank zusammengefasst. Profiliertes Traufgesims, auch über Giebelseiten laufend. Erbaut 1731 (a) als Dienstwohnhaus des Zuchthauses von Celle. | 34358794 |                |
| Trift 13 - 15 52° 37′ 20″ N, 10° 4′ 4″ O | Zucht-, Werk- und Tollhaus | Freistehender Gebäudekomplex in Form barocker Dreiflügelanlage unter ziegelgedeckten Mansarddächern, gruppiert um Innenhof mit straßenseitigem Abschluss durch Torgebäude mit Glockenturm. Rückwärtig weiterer Zellentrakt mit zweitem Innenhof. Dreiflügeliger Kernbau zweigeschossig mit dreigeschossigem Mittelrisalit mit Dreiecksgiebel, hierin das hannoversche Wappen, geschaffen vom hannoverschen Bildhauer Christian Georg Vick. Gebäude in Backstein errichtet, verputzt, mit Quadersockel, Eckquaderungen, Fensterrahmungen und Geschossgesimsen aus Sandstein. Erbaut 1710-1729 durch Oberbaumeister Johann Caspar Borchmann. Seitliche Tore sind auf „ANNO 1731“ inschriftlich datiert, die Wetterfahne des Torturmes „1733“. Traditionell als „Zucht-, Werk- und Tollhaus“ bezeichnet, heute Justizvollzugsanstalt. Nördliche Flügelanbau ursprünglich eingeschossig, seit 1883/84 dreigeschossig, 1902 um viertes Geschoss erweitert. | 34358768 |                |
| Trift 16 52° 37′ 20″ N, 10° 4′ 4″ O      | Wohnhaus                   | Traufständiges zweigeschossiges massives Gebäude, unter Satteldach in Pfannendeckung. Leicht vorspringender westlicher Seiten- und stark vorgezogener und überhöhter Mittelrisalit, beide mit Dreiecksgiebeln und Zwerchhäusern. Erbaut 1879 (a) durch Architekt Heyer. Fassadenzierformen 1936 bei Renovierung entfernt, nur Fenster- und Türfassungen in Halbrundstabrahmungen erhalten. | 37032814 |                |
| Trift 17 52° 37′ 20″ N, 10° 4′ 6″ O      | Wohnhaus                   | Traufständiger zweigeschossiger Fachwerkbau mit Backsteinausfachung, unter pfannengedecktem Walmdach, großes Zwerchhaus in straßenseitiger Dachfläche, ursprünglich mittig, heute (Erweiterung nach Osten) ausmittig links. Zeitgenössische zweiflügelige Eingangstür erhalten. Im Kern von 1691 (a) für den Hofmarschall von Speshardt errichtet, mehrfach baulich verändert und erweitert. | 34358820 |                |
| Trift 17 52° 37′ 21″ N, 10° 4′ 6″ O      | Remise                     | Langgestreckter Backsteinmassivbau mit hohem Drempel, unter ziegelgedecktem Satteldach. Mit Korbbogentor in südlicher Giebelseite und Zierfries aus Formsteinen. Erbaut um 1900. | 34358845 | BW             |
| Trift 18 52° 37′ 21″ N, 10° 4′ 8″ O      | Wohnhaus                   | Traufständiger zweigeschossiger Fachwerkbau mit Backsteinausfachung, unter pfannengedecktem Satteldach. OG leicht auskragend, Fachwerk monochrom überstrichen, doppelflügelige Eingangstür. Erbaut 1687 (a) für den Major de Courgelon. 1912 (i) ergänzt um mittigen Vorbau, der auf quadratischen Pfeilern ruht und in Zwerchhaus mit Dreiecksgiebel ausläuft. | 34358870 |                |
| Trift 18a 52° 37′ 21″ N, 10° 4′ 8″ O     | Wohnhaus                   | Traufständiger zweigeschossiger Fachwerkbau, unter Satteldach in Pfannendeckung. Errichtet wohl im 18. Jh. als Hofbeamtenhaus. | 34358895 |                |
| Trift 19 52° 37′ 21″ N, 10° 4′ 10″ O     | Wohnhaus                   | Traufständiger zweigeschossiger Fachwerkbau, unter ziegelgedecktem Satteldach. Fachwerk in Stockwerkbauweise, Ausfachung in Backsteinmauerwerk, monochrom überfasst, OG leicht vorkragend. Aufwändiges mittiges Portal, darüber in Traufhöhe Dreiecksgiebel; Toreinfahrt rechts. Im Kern erbaut 1686 (a), bis um 1800 um jeweils sechs Gefache nach Osten und Westen verlängert. | 34358922 |                |
| Trift 20 52° 37′ 21″ N, 10° 4′ 11″ O     | Wohnhaus                   | Traufständiger zweigeschossiger Fachwerkbau, unter Satteldach in Pfannendeckung. Fachwerk in Stockwerkbauweise, OG leicht auf Knaggen vorkragend. Straßenfassade symmetrisch aufgebaut mit zweigeschossigem Mittelrisalit mit aufwändigem Eingangsportal und Dreiecksgiebel mit Zwerchhaus im Dach; Wagendurchfahrt rechtsseitig. An Nordfassade weniger aufwändig gestalteter Mittelrisalit. Tw. originale Fenster erhalten. Errichtet im Kern 1689 (i), mehrfach Erweiterungen im 18. Jh., auch Eingangsportal nicht dem Ursprungsbau zugehörig. Rückwärtiger zweistöckiger Queranbau in Fachwerk. | 34358948 |                |
| Trift 21 52° 37′ 21″ N, 10° 4′ 12″ O     | Wohnhaus                   | Traufständiger zweigeschossiger Fachwerkbau von 1683 (a) mit vorgeblendeter Backsteinfassade straßenseitig von 1890, unter flachem Walmdach in Pfannendeckung. Rückwärtiger zweigeschossiger Queranbau in Fachwerk mit Balkengesims über Erdgeschoss. | 34358974 |                |
| Trift 22 52° 37′ 22″ N, 10° 4′ 13″ O     | Wohnhaus                   | Zweigeschossiges Wohnhaus mit vollständigem, vertikalem und verziertem Bretterbehang, unter Satteldach in Pfannendeckung. Errichtet Ende 19. Jh. | 37032851 |                |
| Trift 23 52° 37′ 22″ N, 10° 4′ 14″ O     | Wohnhaus                   | Freistehender zweigeschossiger Putzbau in Ecklage, unter pfannengedecktem Walmdach. Symmetrische Fassadengestaltung mit dreigeschossigem Eingangsrisalit in Südfassade. Hoher verputzter Sockel mit Quadrierung und Sockelgesims, Gebäude- und Risalitecken im EG mit Eckquaderung in Putz, im OG und Zwerchhaus des Risaliten mit profilierten Pilastern. Verzierte Gesimse, Friese, Konsolen und Rahmungen. Errichtet vermutlich in zweiter Hälfte 19. Jh. Rückwärtiger Queranbau, zunächst eingeschossig, 1880 Aufstockung. | 34381179 |                |
| Trift 24 52° 37′ 22″ N, 10° 4′ 16″ O     | Wohnhaus                   | Traufständiger zweigeschossiger Fachwerkbau, unter ziegelgedecktem Krüppelwalmdach. Fachwerk in Stockwerkbauweise mit Backsteinausfachung, Gefache monochrom überfasst. An der Giebelseiten Auskragung des OG. Betonung der mittleren Achsen der Südfassade durch Eingang, Fensterbekrönungen und Dreiecksgiebel mit Rundfenster und Zwerchhaus. Errichtet 1690 (a) durch den Fuhrunternehmer Reinhard Lohse, erweitert im 18. Jh. auf die heutigen Ausmaße; seitlicher Verandaanbau. | 34381202 |                |
| Trift 25 52° 37′ 21″ N, 10° 4′ 19″ O     | Wohnhaus                   | Freistehender traufständiger zweigeschossiger Fachwerkbau, unter Satteldach in Hohlpfannendeckung. Fachwerk in Stockwerkbauweise mit Backsteinausfachung, Gefache monochrom überfasst; Giebel mehrfach vorkragend. Niedriger verputzter Sockel, gering vorspringender Mittelrisalit mit zweifach auskragendem Zwerchhaus. Profilierte Geschossgesimse und Fensterrahmungen. Erbaut 1685 (a) durch den Hoftapezierer Jacques Sieur de la Fontaine. Westlicher Verandaanbau im EG von 1892 (a), das polygonale OG von 1903 (a). | 34381226 |                |
| Trift 27 52° 37′ 21″ N, 10° 4′ 21″ O     | Wohnhaus                   | Freistehender dreigeschossiger Putzbau unter flachem Walmdach in Pfannendeckung. Massivbau mit spiegelsymmetrischer Straßenfassade mit zwei vierachsigen Seitenrisaliten, EG mit Quadrierung und Rundbogenfenstern gestaltet. Übrige Fenster mit verschieden gestalteten profilierten Rahmungen. Verdachung auf akanthusverzierten Konsolen, Dachgesims aus Mäander- und Rollenfriesen. Eingang in Ostfassade. Erbaut in zweiter Hälfte 19. Jh. | 34381250 |                |
| Trift 29 52° 37′ 21″ N, 10° 4′ 23″ O     | Wohnhaus                   | Traufständiger zweigeschossiger Backsteinbau, unter ziegelgedecktem Satteldach, Straßenfassade verputzt, mit horizontaler Gesimsgliederung; Rundbogenfenster im Erd- und Segmentbogenfenster im Obergeschoss. Erbaut drittes Viertel 19. Jh. Zeitgenössische Einfriedung zur Straße. | 37032888 |                |
| Trift 30 52° 37′ 21″ N, 10° 4′ 24″ O     | Wohnhaus                   | Freistehender traufständiger zweigeschossiger Backsteinbau, unter Satteldach in Ziegeldeckung. Rückwärtige Fassade in Fachwerk mit Backsteinausfachung, in Stockwerkbauweise mit Doppelständerkonstruktion. An Nordwestecke dreigeschossiger Fachwerkanbau. Im Kern Bau von 1705, Um- und Anbau im 19. Jh. Zeitgenössische Einfriedung zur Straße erhalten. | 37032906 |                |
| Trift 31 52° 37′ 21″ N, 10° 4′ 25″ O     | Wohnhaus                   | Freistehender traufständiger zweigeschossiger Fachwerkbau mit Backsteinausfachung und verputzter West-, Süd- und Ostfassade, unter ziegelgedecktem Walmdach. Fachwerk in Stockwerkbauweise. Symmetrische Straßenfassade mit Quadrierung sowie abschließendem Ornamentquaderfries im EG und Ecklisenen sowie abschließendem Blendbogenfries in Rundbogenform im OG. Schmales Drempelgeschoss mit weiterem Ornamentquaderfries. Einheitliche Rundbogen-Zwillingsfenster, seitlich gerahmt von Säulen mit glattem Schaft und Blattkapitell, mit Überfangbogen mit Rundfenster im Zwickel. Eingang über doppelflügelige Tür in rundbogigem Portal mit Rundstabrahmung in der Südfassade. Erbaut 1846 für den Zimmermeister Lampe. Rückwärtiger Anbau in Backstein um 1880 als Stallungen. | 34381296 |                |
| Trift 32 52° 37′ 20″ N, 10° 4′ 31″ O     | Wohnhaus                   | Traufständiger zweigeschossiger Fachwerkbau mit Backsteinausfachung, unter ziegelgedecktem Krüppelwalmdach. Fachwerk monochrom überstrichen. Mittiger Zwerchgiebel straßenseitig, darin im EG aufwändige zweiflügelige zeitgenössische Tür, zeitgenössische Fenster erhalten. Errichtet 1761 für den Hutmacher Gaspard Gabain. Große Umbauphasen von 1934 (Hebefenster an Nordseite) und 1954 (Balkonanbau an Nordwestecke). | 34358999 |                |
| Trift 32 52° 37′ 20″ N, 10° 4′ 30″ O     | Remise                     | Eingeschossiger Fachwerkbau unter ziegelgedecktem Satteldach, direkt westlich ans Hauptgebäude anschließend. Gefache mit Backsteinen ausgemauert, monochrom überstrichen. Errichtet Ende 18. Jh. | 44501931 | BW             |
| Trift 32 52° 37′ 20″ N, 10° 4′ 30″ O     | Waschhaus                  | Anderthalbgeschossiger Fachwerkbau unter Pultdach in Ziegeldeckung, direkt an Remise anschließend. Errichtet im 19. Jh. | 44502039 | BW             |
| Trift 32 52° 37′ 20″ N, 10° 4′ 31″ O     | Vorgarten                  | | 44653430 | BW             |
| Trift 33 52° 37′ 20″ N, 10° 4′ 32″ O     | Wohnhaus                   | Traufständiger zweigeschossiger Fachwerkbau, unter ziegelgedecktem Satteldach; mit vorgemauerter verputzter Straßenfassade mit Quadrierung im EG, Halbrundstabgesims zwischen Erd- und OG und profilierten Rahmungen der Rechteckfenster im OG. Doppelflügelige Kassettentür. Erbaut wohl Ende 17. Jh, Straßenfassade frühes 19. Jh. | 34381319 |                |
| Trift 34 52° 37′ 20″ N, 10° 4′ 33″ O     | Wohnhaus                   | Traufständiger zweigeschossiger Fachwerkbau, unter ziegelgedecktem Walmdach. Mit Drempelgeschoss. Repräsentative Straßenfassade, verputzt, Quadrierung durch Putzfugen im EG; kräftige Gesimse, Fensterrahmungen. Westlicher Gebäudeteil siebenachsig mit mittiger Eingangstür, errichtet 1685 (a) für den Hofbauschreiber Hermann Ameling. Im frühen 19. Jh. erweitert um drei Fensterachsen und weiteren Eingang nach Osten. | 34381342 |                |
| Trift 36 52° 37′ 20″ N, 10° 4′ 35″ O     | Wohnhaus                   | Traufständiger zweigeschossiger Fachwerkbau mit Backsteinausfachung, unter ziegelgedecktem Satteldach, Straßenfassade monochrom überfasst. Errichtet 1732 (a) durch Zimmermeister Jürgen Franz Schweimer. | 34359025 |                |
| Trift 37 52° 37′ 20″ N, 10° 4′ 36″ O     | Wohnhaus                   | Traufständiger zweigeschossiger Fachwerkbau mit Backsteinausfachung, unter ziegelgedecktem Satteldach, nach Osten mit Walm. Fachwerk monochrom überfasst. Errichtet 1732 (a) für Uhrmacher Johann Ludolph Benecke. Schaufenstereinbauten nachträglich. | 34359050 |                |
| Trift 38 52° 37′ 20″ N, 10° 4′ 37″ O     | Wohnhaus                   | Traufständiger zweigeschossiger Fachwerkbau mit Backsteinausfachung, unter ziegelgedecktem Krüppelwalmdach, Straßenfassade monochrom überfasst. Errichtet vor 1735 (a), 1751 (a) im Besitz des Uhrmachers Johann Ludolph Benecke. | 34381365 |                |

## U
| Lage                                     | Bezeichnung | Beschreibung | ID       | Bild |
| ---------------------------------------- | ----------- | --- | -------- | ---- |
| Uferstraße 8 52° 37′ 10″ N, 10° 3′ 53″ O | Wohnhaus    | Traufständiger zweigeschossiger Massivbau, unter pfannengedecktem Krüppelwalmdach. Auf hohem Sockel, Eingang rechtsseitig über zweiflügelige zeitgenössische Eingangstür mit bogenförmigem Oberlicht. Zweigeschossiger polygonaler Erker in Straßenfassade, im OG in Fachwerk mit Brüstungsschmuckgefachen. Gesimse und Fensterrahmungen in Putz abgesetzt. Auf Knaggen auskragende Loggia in Fachwerkkonstruktion über Eingang, auch nach Süden OG in Fachwerk. Erbaut um 1900. | 34381411 |      |

## W
| Lage                                            | Bezeichnung    | Beschreibung | ID       | Bild |
| ----------------------------------------------- | -------------- | --- | -------- | ---- |
| Wittinger Straße 4 52° 37′ 41″ N, 10° 5′ 2″ O   | Haus Haesler   | Traufständiger eingeschossiger Massivbau, verputzt, unter hohem, ausgebautem Mansarddach mit Halbwalm in Ziegeldeckung. Symmetrischer Fassadenaufbau. Unterkellert. An Nordseite Zwerchhaus mit Satteldächern und aufwändigem Gesprenge sowie zwei seitliche Gauben. Hier Eingang mit zweiflügeliger Tür mit Oberlicht, erreichbar über drei Stufen, links und rechts der Tür je zwei dorische Säulen. An Westfassade zweiter Eingang, an Ostfassade runder Vorbau mit Balkon im OG. Südfassade ebenfalls symmetrisch aufgebaut, KG wirkt hier wie ein Vollgeschoss. Mittig ein polygonaler risalitartiger Vorbau, der im Keller- und EG verputzt ist und darüber noch zwei mit Holz verkleidete Geschosse im Dach besitzt. Auch hier zwei seitliche Gauben. Rechteckige Fenster, barocke und klassizistische Schmuckelemente in Fassaden. Erbaut 1909-1910 vom Celler Architekten Otto Haesler als Wohnhaus für seine Familie (bis 1919 wohnte die Familie hier). | 34381580 |      |
| Wittinger Straße 10 52° 37′ 41″ N, 10° 5′ 5″ O  | Wohnhaus       | Traufständiger zweigeschossiger verputzter Massivbau unter Satteldach in Pfannendeckung. Straßenfassade mit aufwändiger Stuckatur und seitlichem Eingang mit doppelflügeliger Rundbogentür mit Oberlicht. Erbaut 1899 (a) für Bauherrn Riemann, 1909/10 ergänzt um rückwärtigen Anbau und Veranda an Südostecke. | 34381603 |      |
| Wittinger Straße 14 52° 37′ 41″ N, 10° 5′ 7″ O  | Wohnhaus       | Giebelständiger eingeschossiger verputzter Massivbau unter hohem Mansarddach in Biberschwanz- und Ziegeldeckung. Auffälliger geschwungener Blendgiebel in der symmetrischen straßenseitigen Fassade, Eingangstür in Ostfassade, nach Süden wegen Hanglage Kellergeschoss als Vollgeschoss nutzbar, hier halbrunder Turm mit Glockendachabschluss in Metalldeckung. Erbaut 1908 (a) für Wilhelm Köppen, Ausführung durch Bauunternehmer Hans Waack und Fischer & Giesecke. | 34381626 |      |
| Wittinger Straße 22 52° 37′ 39″ N, 10° 5′ 16″ O | Isolierstation | Freistehender dreigeschossiger Backsteinbau unter Walmdach mit dunkler Hohlpfannendeckung. Stark horizontal gegliedert durch vorspringende Formsteine, wodurch horizontale Bänder gebildet werden, zwischen zweitem und drittem OG als vorspringendes Geschossgesims besonders deutlich, drittes Geschoss zurückspringend und mit waagerechter Holzverkleidung. Dreiflügelige Fenster, in unteren Geschossen mit Oberlicht und Sohlbank. An westlicher Fassade mittig der besonders schmuckvoll gestaltete Eingangsrisalit. Erbaut 1928 als Isolierabteilung des Allgemeinen Krankenhauses, nach 1956 umgebaut zum Schwesterschülerinnenheim. | 34381554 |      |
| Wittinger Straße 41 52° 37′ 41″ N, 10° 5′ 18″ O | Wohnhaus       | Freistehender zweigeschossiger verputzter Massivbau, unter ziegelgedecktem Walmdach mit Halbwalm an Nordseite; Zwerchhaus in Fachwerk unter Satteldach in südlicher Dachfläche, Fachwerkerker über Traufe reichend und unter eigenem Mansarddach an Ostseite. Eingang in Westfassade. Unterkellert, Rechteckfenster mit simulierten Einfassungen versehen und Putz-Sohlbank. Erbaut 1909 (a) für Inspektor E. Müller durch Baufirma Welge. | 34381649 |      |
| Wittinger Straße 54 52° 37′ 40″ N, 10° 5′ 28″ O | Wohnhaus       | Traufständiger zweigeschossiger Bau aus Fachwerk, mit vertikaler Schmuck-Holzverschalung, bündig mit Zierschnitt; unter pfannengedecktem Halbwalmdach. Gemeinsam errichtet um 1860 mit Nr. 56 und 58. | 34359303 | BW   |
| Wittinger Straße 56 52° 37′ 39″ N, 10° 5′ 29″ O | Wohnhaus       | Giebelständiger zweigeschossiger Bau aus Fachwerk, mit vertikaler Schmuck-Holzverschalung, bündig mit Zierschnitt; unter pfannengedecktem Satteldach. Gemeinsam errichtet um 1860 mit Nr. 54 und 58, nachträglicher aufwändiger Verandaanbau in der Nordostecke von 1899 (a). Lange Zeit als Gaststätte und seit den 1960er Jahren auch als Hotel (ehemals „Hotel Hannover“) genutzt. | 34359328 | BW   |
| Wittinger Straße 58 52° 37′ 39″ N, 10° 5′ 30″ O | Wohnhaus       | Traufständiger zweigeschossiger Bau aus Fachwerk, mit vertikaler Schmuck-Holzverschalung, bündig mit Zierschnitt; unter pfannengedeckten Halbwalmdach. Im Kern wohl der älteste Bau der drei heute als Wohnhausgruppe wahrgenommenen Gebäude (Nr. 54, 56 und 58), vermutlich aus dem 17. Jh. Auffallende Fenstergitter und Schmuckverglasungen erhalten, im Inneren zudem ein Wandgemälde aus zweiter Hälfte 18. Jh. erhalten. | 34359353 | BW   |
| Wittinger Straße 65 52° 37′ 40″ N, 10° 5′ 33″ O | Wohnhaus       | Traufständiger zweigeschossiger Fachwerkbau mit Backsteinausfachung und unter ziegelgedecktem Schopfwalmdach. Leicht auskragendes Obergeschoss, Nordfassade in Doppelständerkonstruktion; teilweise originale Fenster erhalten. Errichtet in zweiter Hälfte 19. Jh. | 34381672 | BW   |